# Планируемое устаревание
Плани́руемое устарева́ние (запланированное или плановое устаревание) — свойство товаров, созданных с неоправданно коротким сроком эксплуатации с целью вынудить потребителя делать повторные покупки. Может использоваться как прямое ограничение срока эксплуатации (товар ломается, перестаёт работать), так и различные непрямые способы (выведение из моды, прекращение поддержки и прочее).
Запланированное устаревание имеет потенциальный плюс для производителя, так как его товар ломается, и потребитель вынужден купить товар снова либо от того же самого производителя (сменная часть или более новая модель), либо от конкурента, который также может прибегнуть к плановому устареванию. Цель запланированного устаревания состоит в сокрытии реальной стоимости (информационная асимметрия) использования товара от потребителя и в завышении цены на товар в большей степени, чем потребители желали бы заплатить (или потратить одномоментно). Для промышленности запланированное устаревание стимулирует запросы, поощряя покупателей купить скорее, если они хотят иметь функционирующий товар.
Есть и обратная реакция потребителей, которые узнают, что изготовитель вкладывал деньги (их деньги) в то, чтобы сделать товар быстрее устаревшим; такие потребители могли бы выбрать производителя (если таковой существует), который предлагает более надёжную альтернативу.
Планируемое устаревание было впервые внедрено в производство в 1920—1930-х годах (широко известен пример картеля Phoebus, установившего срок службы ламп в 1 тысячу часов), когда развернулось широкомасштабное поточное производство, и каждая минута производственного процесса была подвергнута анализу.
Оценки запланированного устаревания могут влиять на решение компании о разработке товара. Компания может использовать при этом наиболее дешёвые компоненты, которых, однако, будет достаточно для запланированного срока службы товара. Такие решения — часть более широкой дисциплины, известной как функционально-стоимостный анализ.
Использование запланированного устаревания не всегда легко точно определить, и это связано с другими проблемами, такими как конкурирующие технологии[уточнить] или расширение функциональных возможностей в более новых версиях продукта.

## Терминология
Термин «планируемое устаревание» впервые появился в 1932 году с выходом памфлета Бернарда Лондона «Конец депрессии через планируемое устаревание». Однако сама фраза была впервые популяризована в 1954 году инженером Бруксом Стивенсом в одноимённом докладе на рекламной конференции в Миннеаполисе. По его определению запланированное устаревание «прививало покупателю желание иметь кое-что немного более новое, немного лучше, немного скорее, чем необходимо».
Термин Стивенса вскоре стали обсуждать, и его собственному определению бросили вызов[уточнить]. К концу 1950-х запланированное устаревание стало обычно используемым термином для товаров, разработанных так, чтобы легко сломаться или быстро выйти из моды. Фактически это понятие было так широко признано, что в 1959 Volkswagen использовал его в своей легендарной рекламной кампании. Признавая широко распространённое использование запланированного устаревания среди автомобильных производителей, Volkswagen предлагал себя как альтернативу:

«Мы не верим в запланированное устаревание», — сообщала реклама. — «Мы не изменяем автомобиль ради замены».

В 1960 году американский журналист и общественный критик Вэнс Паккард издал книгу «Производители бесполезного», представленную как разоблачение «систематических попыток бизнеса сделать нас расточительными, обременёнными долгами, постоянно недовольными людьми».
Паккард разделил запланированное устаревание на две дополнительных категории: устаревание желательности и устаревание функциональности. Устаревание желательности, также названное «психологическое устаревание», относится к попыткам маркетологов заставить владельцев считать продукт «изношенным». Дизайнер Джордж Нелсон писал: «Дизайн… является попыткой внести вклад путём изменения. Когда никакого вклада не делается или не может быть сделано, единственным процессом, способным дать иллюзию изменения, является „изменение стиля“!»

## Идея стратегии
Идея стратегии заключается в повышении объёма продаж из-за уменьшения времени между покупками (из-за коротких циклов замены). Фирмы, придерживающиеся этой стратегии, верят, что добавленные продажи дадут им больше, чем потери от добавочных вложений на исследования и перестройку производственных линий. Это не бесспорное преимущество: в конкурентоспособной индустрии это вообще может быть рискованной стратегией, потому что пользователь может решить покупать у конкурента. Поэтому при этой стратегии производитель должен одурачивать покупателей на мгновенной стоимости использования по сравнению с конкурентом.
У сокращения цикла замены есть как много критиков, так и много сторонников. Критики, такие как Вэнс Паккард, говорят, что короткий цикл замены повышает использование ресурсов и эксплуатирует клиентов. Ресурсы расходуются для чисто косметических изменений, которые не слишком уж важны клиенту. Сторонники утверждают, что это ускоряет технический прогресс и способствует росту материального благосостояния. Они утверждают, что рыночная структура запланированного устаревания и быстрых новшеств может быть предпочтительней долгоиграющих товаров время и медленных новшеств. В быстро изменяющейся конкурентоспособной промышленности рыночный успех требует, чтобы продукты скорее были сделаны устаревшими, при активном развитии замены. А ожидание конкурента, чтобы он сделал устаревшим товар, является верной гарантией будущего поражения.
Главная мысль противников запланированного устаревания не в существовании этого процесса, а в его отсрочке. Они обеспокоены тем, что усовершенствование техники не применяется даже при том, что оно могло бы быть. Их волнует то, что фирмы могут воздержаться от развития новых товаров или отложат их появление из-за того, что новый товар функционально заменяет собой более старый товар. Например, если период окупаемости для товара составляет пять лет, фирма могла бы воздержаться от создания нового товара в течение по крайней мере этих пяти лет даже при том, что для них может быть возможно начать производство через три года. Эта отсрочка выполнима только на монополистических или олигополистических[уточнить] рынках. В более конкурентных рынках конкурирующие фирмы воспользуются этой отсрочкой и начнут производить свои собственные товары.

## Типы устаревания

### Техническое или функциональное устаревание
Проект большинства товаров включает в себя ожидаемую среднюю жизнь товара, которая влияет на все дальнейшие стадии развития. Из-за этого требуется раннее решение (особенно в сложном проекте) — на какой срок всё это разработано, для того, чтобы каждая деталь могла быть сделана по этому требованию.
Планируемое устаревание делает стоимость ремонта сопоставимой со стоимостью замены (через запланированный промежуток времени) — или товар не будет обслуживаться целиком или частично. Определённый товар вообще может быть создан необслуживаемым (несмотря на то, что это может быть всё-таки реализуемо). Создание новых линий для товара, который несовместим по каким-то причинам со старым товаром, быстро делает старый товар устаревшим, что форсирует его замену.
Запланированное функциональное устаревание предполагает, что компании вводят новую технологию, которая целиком заменяет старую. У старых товаров нет тех же самых функциональных возможностей, как у новых. Например, компания, продававшая видеомагнитофоны, одновременно разрабатывая устройства записи DVD, участвовала в запланированном устаревании. Она активно планировала сделать свой существующий товар (видеокассеты) устаревшим, развивая замену (записываемые DVD) с бо́льшими функциональными возможностями (лучшее качество записи). Сопутствующие товары, которые являются необходимыми дополнениями к старым товарам (комплементами, как видеомагнитофон по отношению к видеокассете), также становятся устаревшими с введением новых товаров. Примерами такого типа технологического устаревания могут быть: виниловые записи, аудиокассеты, видеокассеты, разные типы оптических накопителей (например, CD).

### Аккумуляторы
Портативная потребительская электроника зачастую работает от литиевых аккумуляторов особой конструкции. До того, как аккумулятор начнёт быстро терять ёмкость, он способен отработать около 500 циклов «заряд-разряд».
Литиевые аккумуляторы довольно капризны, и, чтобы не допустить перезаряда и взрыва, в них всегда встраивают микросхему, контролирующую заряд. Эта схема ведёт статистику аккумулятора, чтобы определить для него текущую точку полного заряда. Но производитель может выбрать для неё излишне консервативный алгоритм или даже основывать этот алгоритм на усреднённой модели f(t), а не на реальном поведении аккумуляторных банок — так что к концу срока аккумулятор может значительно недозаряжаться. К тому же производство запасных аккумуляторов останавливается одновременно с производством товара, для которого они нужны, — всё это вынуждает заменять технику на новую.
Некоторые технические специалисты сбрасывают данные о состоянии аккумулятора, записанные в микросхеме, и перепаковывают аккумуляторы — это повышает срок службы, но может нести за собой определённые риски, связанные с безопасностью эксплуатации. Стоимость процедуры ниже цены новой аккумуляторной батареи.

### Системное устаревание
Запланированное системное устаревание — преднамеренная попытка сделать товар устаревшим, изменяя систему, в которой он используется таким образом, чтобы сделать его длительное использование затруднительным.
Новые версии программ и компонентов зачастую несовместимы с более старыми их версиями, а старые версии не обновляют для поддержки протоколов с новых версий. Якобы просто отсутствие хорошо продуманной совместимости между версиями программ является часто хорошо продуманным стратегическим шагом и вынуждает многих пользователей переходить на новые версии программы только для совместимости с ними (ср. «Привязка к поставщику»). Чем больше рынок программ зависим от правил одного монополиста (или закрытой группы), тем более эффективна эта стратегия.
С другой стороны, разработчики аппаратных средств часто специально не допускают обратной совместимости с более старыми версиями, к примеру, это касается старых взаимозаменяемых между собой картриджей и всевозможных коммерческих разъёмов (передача данных между устройствами и разъёмы для процессоров, например).
Другой путь ввести системное устаревание — это отказать в обслуживании и поддержке для товара. Когда товар ломается, пользователь вынужден покупать новый товар. Однако эта стратегия редко работает, поскольку обычно находятся третьи лица, технически и организационно способные на обслуживание и поддержку товара. Эта стратегия работает в несвободном (проприетарном) программном обеспечении, где авторское право запрещает этим находчивым третьим лицам некоторые виды сервиса, используя лазейку — аргумент нарушения авторских прав ввиду изменений без разрешения или разработки неофициальных запчастей, дополнений, модификаций, нарушающих авторские патенты своим исполнением. Один из примеров этого типа устаревания — завершение Microsoft поддержки своих операционных систем. Точно так же Apple создала macOS (развитие операционной системы NeXT от 1997 года), которая базируется на UNIX и несовместима с предыдущими версиями операционных систем компании (хотя некоторая совместимость поддерживалась на протяжении ряда лет).
У этой стратегии может быть непреднамеренное последствие; если пользователь не зависит от определённой проприетарной системы, он может переключиться на другую систему в надежде на более долгую поддержку.
В свободном программном обеспечении могут наблюдаться точно такие же феномены, обусловленные, к примеру, недостатком интереса или фактом, что предмет продажи все равно присутствует — им является не программное обеспечение, а услуги обслуживания. Иногда может возникнуть конфликт между дешёвой поддержкой старого продукта и более дорогим в создании, но более совершенным новым продуктом. Причем новый продукт может требовать кардинальных архитектурных изменений, делая его технически трудно совместимым (высокозатратным) со старыми версиями, а поддержка старых версий не принесет должных доходов.

### Эстетическое устаревание
Маркетинг может также управляться эстетическим дизайном. Категории продуктов отображаются в этом случае в виде цикла моды. Непрерывно вводя новую моду, и изменяя или прекращая другую, изготовитель может «оседлать цикл моды».
В категории товаров, зависящих от моды, входят автомобили с их списком обновляемых каждый год моделей, полностью управляемая стилем швейная промышленность (оседлавшая циклы моды); и индустрия мобильных телефонов с их постоянно обновляемыми расширениями и изменениями стиля.
Планируемое стилевое устаревание происходит, когда маркетологи изменяют стиль товара так, чтобы пользователь покупал товар более часто. Изменение стиля делается так, чтобы те, кто владеет старой моделью, почувствовали себя «устаревшими». Это также делается для того, чтобы было возможно отличить товар от конкурента, что уменьшает ценовую борьбу между ними.
Пример стилевого устаревания — автомобильная индустрия, в которой производитель обычно делает стилевые изменения каждый год или два. Президент General Motors Альфред Слоан заявил в 1941 году: «Сегодня появление нового автомобиля — наиболее важный фактор с точки зрения окончательных продаж, возможно, с точки зрения бизнеса это самый важный фактор, так как каждый знает, что машина будет ездить».
Устаревание встроено в эти продукты в том смысле, что специалисты по маркетингу знают о краткости жизненных циклов продукта, таким образом они работают в пределах того ограничения.
Другая стратегия состоит в том, чтобы использовать в своих интересах вид изменения, часто называемые циклом моды. Цикл моды — повторное введение, повышение, популярная кульминация, и снижение стиля, и это работает через различные социальные группы. Маркетологи, которые «оседлали циклы моды», изменяют или смешивают стили так, чтобы они были направлены на различные сегменты рынка. Это сильно распространено в швейной промышленности. Определённый стиль одежды будет первоначально нацелен на очень дорогой сегмент рынка, но он будет постепенно перенастраиваться, чтобы сделать этот стиль одежды доступным при более низкой его стоимости. Цикл моды может повторить себя, когда стилистически устаревший товар может возвратить популярность и, соответственно, перестать быть устаревшим.

### Устаревание с уведомлением
Некоторые компании развивают и другой вид устаревания, в котором товар информирует пользователя о том, что пришло время для покупки замены. Например, водяные фильтры через определённое время отображают уведомление о необходимости замены, а заменяемые бритвы имеют полоску, меняющую цвет.
Независимо от того, получает ли пользователь эту информацию прежде, чем произойдёт фактическое ухудшение товара, или товар просто ухудшится быстрее, чем это необходимо, в результате всё равно получится запланированное устаревание. Таким образом запланированное устаревание может быть внедрено без разработки компанией «более современной» замены продукта.
В некоторых случаях уведомление об устаревании может быть объединено с преднамеренным отключением продукта, вновь вынуждая пользователя покупать замену.
Некоторые (Canon, Samsung) изготовители струйных принтеров и лазерных принтеров используют микропрограммное обеспечение в картриджах, которое препятствует их использованию после определённого порога (число страниц, время, и так далее), даже при том, что картридж может всё ещё содержать пригодные для использования чернила, тонер или может быть снова наполнен этими чернилами или тонером. Также эти производители вводят в принтеры конструкции, например, пружинные лапки для считывания информации с чипов, которые неизбежно после определённого количества смен картриджа ломаются. Некоторое медицинское оборудование также использует эту методику для гарантии устойчивого потока дохода от продаж расходных материалов замены. Это составляет запланированное устаревание, в котором нет никакого случайного компонента в снижении функциональности.

## Экономика планируемого устаревания
Планируемое устаревание хорошо работает на производителей, составляющих олигополию.
Перед введением планируемого устаревания производитель должен по крайней мере знать, насколько вероятно то, что пользователь купит замену у них.
В случае с планируемым устареванием есть информационная разница между производителем, который знает, как долго товар будет производиться и поддерживаться, и конечным пользователем, который этого не знает.
Когда рынок становится более конкурентным, начинается тенденция к повышению срока службы товара.
Когда японские автомобили с большим сроком службы попали на американский рынок в 1960-х и 1970-х годах, американские производители были вынуждены дать ответ в виде более долгой службы вновь произведённых автомобилей.
Есть некоторые индустрии с достаточной конкуренцией, где потребитель будет выбирать те товары, что будут устаревать более быстро в любом случае. Всё, что нужно для этого — это более высокая вероятность замены товара товаром от того же самого производителя, нежели вероятность того, что пользователь выберет товар этого производителя изначально.
Даже в ситуации, где запланированное устаревание выбирается и производителем, и потребителем, там также может быть нанесён существенный вред обществу в форме отрицательных последствий.
Продолжающаяся замена вместо ремонта товара создаёт намного больше мусора, загрязнений и использует намного больше природных ресурсов, что приводит и к росту потребительских расходов.
Ответом на данную проблему может стать более опытный пользователь, обладающий способностью предложить технико-сохраняющее решение, основанное на его глубоких знаниях о мире и современном оборудовании. Такой пользователь действует аналогично человеку, который осознает истинную ценность устаревшего оборудования. Стремление к самым современным технологиям неизбежно приводит к перераспределению домашнего бюджета в сторону более дорогостоящих приобретений. В то же время использование устаревших предметов в тех случаях, когда их замена не имеет функционального обоснования, может рассматриваться как стратегия, более ориентированная на устойчивое существование.
Эти пользовательские стратегии могут служить эффективным средством противодействия навязываемому устареванию.
В то же время, некоторые исследователи защищают концепцию запланированного устаревания как необходимую движущую силу для инноваций и экономического роста. Примером этого является трансформация рынка товаров, таких как DVD, которые становятся более доступными, полезными и распространёнными по сравнению с видеокассетами, что свидетельствует о прогрессе в области технологий и изменении потребительских предпочтений.
Планируемое устаревание демонстрирует тенденцию оказывать положительное влияние на компании, предлагающие наиболее современные продукты. В связи с этим целесообразно делать дополнительные инвестиции в исследования и разработки товаров, которые обладают значительной привлекательностью на рынке.

## Устаревание и долговечность
Если маркетологи предвидят, что товар может стать устаревшим, они могут адаптировать его производство с учетом определенного срока службы. В случае, когда ожидается, что продукт устареет как технически, так и стилистически в течение пяти лет, многие производители будут ограничивать его выпуск именно на этот временной промежуток. Данная стратегия реализуется через процесс, известный как функционально-стоимостный анализ.
В качестве примера можно рассмотреть электронику для домашних развлечений, которая включает в себя движущиеся компоненты, такие как моторы и шестерни. Эти элементы конструкции обладают устойчивостью к устареванию до тех пор, пока не произойдут значительные технические или стилистические инновации, которые сделают всю систему устаревшей. Эти компоненты могли бы быть изготовлены с использованием более дорогих материалов и технологий (overengineering), однако производители зачастую избегают этого подхода. Причиной является стремление избежать избыточных затрат, которые в итоге ложатся на плечи потребителя, увеличивая стоимость конечного продукта без добавления значимой функциональной ценности.
Функционально-стоимостный анализ (ФСА) представляет собой методологию, направленную на снижение себестоимости товаров и, следовательно, на уменьшение цен для конечных потребителей. В процессе реализации ФСА компании, как правило, прибегают к использованию менее дорогих компонентов, которые соответствуют заранее рассчитанному сроку службы продукции.
Однако применение методов функционально-стоимостного анализа может привести к запланированному устареванию, что, в свою очередь, связано с ухудшением эксплуатационных характеристик и снижением качества продукции. Вэнс Паккард высказывает мнение о том, что такие практики могут негативно сказаться на репутации инженеров, поскольку они отвлекают творческую энергию специалистов от более значимых и высоких технических целей, направляя её на достижение краткосрочных рыночных результатов.

## Планируемое устаревание программного обеспечения
Компании-разработчики программного обеспечения, такие как Microsoft, планово осуществляют прекращение поддержки устаревших версий своих продуктов (например, Windows XP) после выхода на рынок более современных решений. Данная практика, в сочетании с отказом в предоставлении цифровых подписей для драйверов по истечении срока поддержки, может рассматриваться как завуалированное принуждение пользователей к приобретению новых продуктов, что способствует увеличению финансовых показателей компании.
Несмотря на то что большинство коммерческих программ в определённый момент перестаёт получать обновления и поддержку, это не влечёт за собой юридических или технических ограничений на их использование. Таким образом, пользователи остаются перед выбором: продолжать эксплуатацию устаревшего программного обеспечения, подвергая себя рискам безопасности и совместимости, или инвестировать в новые решения, что подчёркивает сложность баланса между экономическими интересами компаний и потребительскими правами.

## Планируемое устаревание иэкология
Планируемое устаревание наносит непосредственный вред окружающей среде:
- Производство новых изделий требует значительных количеств природных ресурсов и энергии, добыча которых зачастую сопровождается экологически неблагоприятными процессами. Эти процессы могут включать разрушение экосистем, загрязнение водоемов и атмосферного воздуха, а также истощение природных запасов.
- Устаревшие изделия, как правило, отправляются на свалки, что загрязняет окружающую среду.
- Даже в случае переработки устаревших изделий требуется энергия и новые материалы, что также влечет за собой экологические издержки. Процесс переработки, хотя и менее вреден, чем утилизация на свалках, все же требует ресурсов и может приводить к дополнительным выбросам углерода.

Таким образом, планируемое устаревание способствует расточительному использованию природных ресурсов и ухудшению состояния окружающей среды в целом.

## Критика теории
Данная теория не является общепризнанной. Разделение запланированного устаревания и устаревания, вызванного естественными причинами, связанными с несовершенством технологий, является сложной задачей. К тому же, когда наличие запланированного устаревания удаётся подтвердить, это становится скандалом и может рассматриваться как правонарушение в ряде стран, включая Великобританию.
Критики данной теории утверждают, что явление запланированного устаревания не существует как таковое. Вместо этого они указывают на стремление компаний к удешевлению продукции и повышению её доступности для потребителей. Использование низкокачественных материалов, упрощённых технологических процессов и неквалифицированной рабочей силы способствует снижению себестоимости товара, однако одновременно приводит к ухудшению его надёжности. Таким образом, основное внимание критиков сосредоточено на экономических мотивах производителей, а не на преднамеренном создании устаревающих продуктов.

## Методы решения проблемы

### Юридические
В Великобритании запланированное устаревание, встроенное в товар, рассматривается как нарушение прав потребителей. Управление по добросовестной торговле и торговый институт стандартов расследуют утверждения о товарах, которые систематически выходят из строя сразу после истечения гарантийного срока или в его непосредственной близости. Одним из наиболее известных случаев является дело о навигационном колесе Apple iPod, которое демонстрировало высокую частоту поломок у пользователей в течение 18 месяцев после приобретения. Это дело завершилось соглашением сторон, в рамках которого была введена увеличенная гарантия и предложена бесплатная замена аккумуляторов.

### Смена существующей системы
Жак Фреско, в рамках созданного им «Проекта Венера», выдвигает идею о необходимости устранения феномена запланированного устаревания через трансформацию существующей денежной системы. Он утверждает, что современная денежная система, основанная на товарно-денежном обмене, порождает данную проблему. Взамен Фреско предлагает внедрение ресурсо-ориентированной экономики, в которой все товары и услуги становятся доступными без использования денег, бартерных сделок или иных форм обмена.
В рамках ресурсо-ориентированной экономики предполагается, что устранение коренных причин запланированного устаревания позволит решить и саму проблему. Фреско подчеркивает, что реализация данной модели возможна только при условии признания всех природных ресурсов общим достоянием человечества. Более детально с концепцией и планами реализации этих идей можно ознакомиться в «Проекте Венера».